# Lesično
Lesično – wieś w Słowenii, w gminie Kozje. W 2018 roku liczyła 166 mieszkańców.